# Грайи

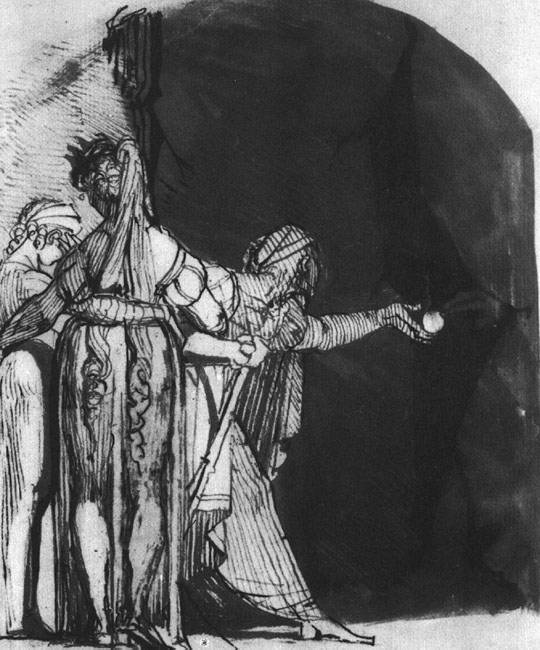
Персей возвращает грайям глаз, Генри Фюзели

Гра́йи, Граи, Форкиады (др.-греч. Γραῖαι «старухи») — три сестры, одна из нескольких троиц архаичных богинь древнегреческой мифологии, Форкиды (дочери Форкия и Кето, сёстры горгон и гесперид).
По «Теогонии» Гесиода, их только две: Пемфредо и Энио.
По Псевдо-Аполлодору, три :
- Дейно, Дино = Оса (др.-греч. Δεινώ) — дрожь. Гесиод её не упоминает. По версии, она родила от Сперхея офрийских нимф[4].
- Пемфредо, иногда Пефредо или Порфредо = Буря (др.-греч. Πεφρηδώ) — тревога[5].
- Энио Злоба (др.-греч. Ενυώ) — ужас, имела также эпитет «разорительница городов», упоминается как спутница Ареса.

По некоторым авторам, одну из грай звали Персидой (дочь Форкия и Кето) либо Персо.
Грайи были древними старухами, олицетворением старости, хотя Гесиод эвфемистически именовал их «прекрасноланитными». Эсхил в «Прометее прикованном» говорит о них: «на вид как лебеди, но с общим глазом, и один-единственный у каждой зуб. Лучами никогда на них не смотрит солнце, месяц не глядит в ночи». Грайи имели один глаз и один зуб на троих, а также с рождения обладали седыми волосами. Их посетила Ио.
Персей похитил у них глаз (и, по некоторым источникам, зуб), Согласно Эсхилу, Персей выследил их в миг передачи глаза и забросил его в Тритоново болото. Грайи вынуждены были указать ему дорогу к Медузе Горгоне (или, в другом варианте мифа, к нимфам , у которых Персей добыл крылатые сандалии, мешок и волшебный шлем-невидимку Аида; в ещё одном варианте все эти магические предметы Персей забрал у граий как выкуп за их глаз).
По рационалистической интерпретации мифа, у царя Форка был друг по имени Глаз (Офталм), которому доверяли сестры. По другим, три ослепшие женщины, у которых был один поводырь.

## В литературе и искусстве
Действующие лица трагедий Эсхила «Форкиды» (фр.261 Радт, всё действие в Аиде), Тимокла и неизвестного автора «Форкиды».
Под именем «Форкиады» Грайи появляются в «Фаусте» Гёте; Мефистофель принимает облик одной из них.
Грайи также имеют место в компьютерной игре «Titan Quest», в дополнении «Immortal Throne». Герой игрока должен убить Грай, забрать их единственный глаз и отдать его волшебнице Медее, чтобы она открыла герою дорогу в царство Аида.

## Цитаты
Граий прекрасноланитных от Форкия Кето родила.

Прямо седыми они родились. Потому и зовут их

Граями боги и люди. Их двое, — одета в изящный

Пеплос одна, Пемфредо, Энио же, другая, — в шафранный.— Гесиод. Теогония. 270—273. Пер. В. Вересаева

Персей, руководимый Гермесом и Афиной, прибыл к дочерям Форка — Энио, Пефредо и Дино. Они происходили от Кето и Форка, были сестрами Горгон и старухами от рождения. На всех трех они имели один зуб и один глаз и обменивались ими поочередно. Персей овладел этим зубом и глазом и, когда те стали просить его, чтобы он отдал похищенное, пообещал, если они укажут ему дорогу, ведущую к нимфам. Эти нимфы имели крылатые сандалии и заплечную сумку под названием κιβισις; была у них и шапка. Когда дочери Форка привели его к нимфам, он отдал им глаз и зуб, а от нимф получил то, ради чего старался к ним проникнуть.— Псевдо-Аполлодор. Мифологическая библиотека. II

Трагический поэт Эсхил рассказывает в «Форкидах», что Грайи были стражницами Горгон; об этом мы говорили в I книге «Генеалогий». Считают, что на всех у них был только один глаз и что они, поочередно обмениваясь им, несли стражу. Персей выхватил этот глаз, когда они передавали его друг другу, и забросил в Тритоново болото. Поэтому, ослепив стражниц, он легко убил спящую Горгону Медузу.— Гигин. Астрономия
И повествует Персей, что лежит под холодным Атлантом

Место одно, а его защищает скалистая глыба,

И что в проходе к нему обитают тройничные сестры,

Форка дочери, глаз же один им служит, всем общий.

Как он, хитро, изловчась, при его передаче, тихонько

Руку подсунул свою, овладел тем глазом; и скалы,

Скрытые, смело пройдя с их страшным лесом трескучим,

К дому Горгон подступил…— Овидий. Метаморфозы. IV, 772—779